# Kenji Fukuda (futebolista)
Kenji Fukuda em japonês:  福田 健二 - Fukuda Kenji (Niihama, 21 de outubro de 1977) é um ex-futebolista japonês que atuava como atacante.

## Carreira em clubes
Fukuda iniciou a carreira em 1996, jogando 7 partidas pelo Nagoya Grampus Eight. Até 2001, disputou 114 jogos pela J. League, 11 pela Copa do Imperador e 26 pela Copa da Liga Japonesa (151 no total) e fez 43 gols, fazendo parte do elenco campeão da Copa do Imperador em 1999. Defendeu ainda o FC Tokyo e o Vegalta Sendai entre 2001 e 2003, quando 
Passou também pelo Guaraní (Paraguai), Pachuca Juniors e Irapuato (ambos do México), além de ter defendido 3 clubes da Espanha (Castellón, Numancia e Las Palmas) e o Ionikos (Grécia). Após ficar o restante de 2009 sem clube, Fukuda voltou ao Japão em 2010 para jogar no Ehime FC, da segunda divisão. Somando as competições que os Laranjas disputaram, o atacante jogou 110 partidas e fez 9 gols.
Em 2013, assinou com o Metro Gallery (que havia feito uma parceria com o Yokohama FC e havia sido renomeado para Yokohama FC Hong Kong), tendo participado de 75 jogos oficiais (26 pela Liga da Primeira Divisão de Hong Kong, 32 pela Hong Kong Premier League e 17 pela Copa FA de Hong Kong) e feito 35 gols no total. Após deixar o clube, Fukuda se aposentou dos gramados em 2016, aos 38 anos.
Desde abril de 2021, trabalha como diretor-técnico do Yokohama FC.

## Carreira internacional
Jogou pelas seleções de base do Japão entre 1996 e 1999, tendo participado da Copa do Mundo FIFA Sub-20 de 1997, inclusive fazendo um gol, contra a Costa Rica. Os Samurais Azuis caíram nas quartas-de-final após perderem por 2 a 1 frente a Gana, por 2 a 1.

## Títulos
Nagoya Grampus Eight
- Copa do Imperador: 1999
- Copa Sanwa Bank: 1997